# Prekrižje Plešivičko
Prekrižje Plešivičko is een plaats in de gemeente Samobor in de Kroatische provincie Zagreb. De plaats telt 24 inwoners (2001).